# 水島コンビナート
水島コンビナート（みずしまコンビナート）は、岡山県倉敷市南部の水島臨海工業地帯立地企業を中心に構成されるコンビナートである。

## 概要

水島コンビナート周辺の空中写真。。2007年7月撮影の75枚を合成作成。

水島臨海工業地帯の大部分を占める企業コンビナートで、全国有数の規模を誇る。製造品出荷額は3兆3221億円で全国市町村で2009年（平成21年度）第5位。
厳密には、複数の産業分野別・企業系列別のコンビナートが形成されており、総称して「水島コンビナート」と呼ばれる。産業分野としては、石油化学コンビナート、鉄鋼コンビナート、自動車コンビナートなどが存在する。コンビナート関連企業は水島臨海工業地帯の立地企業が中心となっているが、市内の周辺地区および、市外の県南西部一帯（備南地域）など、水島工業地域外の企業も多い。
水島臨海工業地帯では国際競争力強化事業「水島コンビナート・ルネッサンス」により石油精製・石油化学を中枢とした、企業系列を超えた原材料等の融通がなされるなど、近年の状況は変化している。2006年6月には新日本石油精製水島製油所とジャバンエナジー水島製油所の一体的操業に関する検討の実施が発表された。2010年4月、新日本石油・新日鉱ホールディングスの合併によりJXホールディングス（現・ENEOSホールディングス）が発足、二か所が一体となりJX日鉱日石エネルギー水島製油所（現・ENEOS水島製油所）となった。2011年12月22日には総合特別区域法に基づく地域活性化総合特別区域に指定されている。今後、さらなる連携が加速され、国際競争力強化を目指す有力コンビナートへの変貌が期待されている。
なお、俗に水島臨海工業地帯の別称として水島コンビナートと呼ばれることもあるが、前者は土地範囲の名称で後者は企業の集合体・組織の名称であり、同じではない。また、前述のとおり同地帯の区域外にもコンビナート関連企業が数多く存在するため、その用法は俗称である。

## 水島コンビナート発展推進協議会
- 中国経済産業局・岡山県・倉敷市と11社で構成されている[3]。

参加企業
旭化成
クラレ
JFEスチール
JXTGエネルギー
中国電力
三菱化学
三菱ガス化学
三菱自動車工業
日本政策投資銀行
中国銀行
トマト銀行

## 主要コンビナート形成

### 石油精製・石油化学
三菱系
- ENEOS水島製油所A工場（旧・新日本石油精製、元三菱石油）/三菱化学
- 三菱化学 - 日本合成化学工業/関東電化工業/荒川化学工業等

ジャパンエナジー・旭系
- ENEOS水島製油所B工場（旧：ジャパンエナジー）/旭化成ケミカルズ/旭化成エポキシ/日本ゼオン/山陽石油化学 /チッソ/岡山化成/日本曹達/ペトロコークス/水島オキシトン/岡山ブタジエン等

ガス化学系
- 三菱ガス化学/エイ・ジイ・インタナショナル・ケミカル/水島アロマ

### 鉄鋼
JFE系
- JFEスチール/瀬戸内共同火力/水島合金鉄/水島鋼板工業/ダイワスチール/JFE炉材/JFEミネラル/JFE鋼板/FEコンテイナー等

### 自動車
三菱系
- 三菱自動車工業/協同組合ウイングバレイ（総社市）傘下企業/水菱プラスチック（市内船穂町）/ヒルタ工業（笠岡市）ほか関連企業

### 他
電気・ガス供給
- 中国電力/水島臨海工業地帯立地各事業所
- 水島ガス/水島臨海工業地帯立地各事業所

## 参考サイト
- ゆったり倉敷